# Эль-Калафате
Эль-Калафате (исп. El Calafate) — город и муниципалитет в департаменте Лаго-Архентино провинции Санта-Крус (Аргентина) на южном берегу озера Лаго-Архентино. Он назван в честь характерного для Патагонии растения барбарис самшитолистный (испанское название — «эль-калафате»).

## История
Населённый пункт был основан в 1927 году. Его рост начался после того, как был основан национальный парк Лос-Гласьярес, и в Эль-Калафате с 1943 года разместилась администрация национального парка.